# MacOS Catalina
macOS Catalina (phiên bản 10.15) là phiên bản thứ mười sáu của hệ điều hành macOS - hệ điều hành của Apple dành cho Macintosh. Đây là phiên bản kế nhiệm cho macOS Mojave, được công bố tại WWDC 2019 vào ngày 3 tháng 6 năm 2019 và phát hành chính thức vào ngày 7 tháng 10 năm 2019. Catalina là phiên bản đầu tiên của macOS chỉ hỗ trợ các ứng dụng 64-bit và lần đầu tiên bao gồm Khóa kích hoạt. Đây cũng là phiên bản cuối cùng với số 10; khi bản sau là Big Sur ra mắt ngày 12 tháng 11 năm 2020 với bản 11.

## Thay đổi đáng chú ý
- Apple Photos đã được cập nhật với các tính năng sắp xếp và hiển thị trực quan được cải thiện.
- Ghi chú hiện có chế độ xem thư viện, xử lý danh sách kiểm tra tốt hơn và các công cụ cộng tác được cải thiện.
- Lời nhắc đã được thay thế bằng một ứng dụng mới cùng tên. Nó không tương thích ngược với cơ sở dữ liệu Nhắc nhở cũ trên đĩa hoặc trong iCloud. Nhắc nhở mới xử lý tệp đính kèm, có đề xuất Siri mới, có chế độ Chỉnh sửa nhanh, tích hợp Tin nhắn và chế độ tổ chức mới, bao gồm Thẻ.
- Safari có những cải tiến nhỏ, bao gồm các tính năng bảo mật mới, tích hợp Tin nhắn và tích hợp Siri Gợi ý.

## Sản phẩm và tính năng mới
- iTunes được chia thành nhiều sản phẩm khác. Trình tìm kiếm hiện được sử dụng để đồng bộ hóa các thiết bị iOS, bao gồm quản lý phần mềm và nhạc chuông, âm nhạc được quản lý thông qua Apple Music, TV và Phim được cung cấp qua Apple TV, podcast âm thanh được cung cấp qua Apple Podcasts.
- Catalyst là một API mới cho phép phần mềm được thiết kế ban đầu cho iPadOS cũng hoạt động trên macOS.
- Apple Arcade là một phần dựa trên đăng ký mới của App Store, cung cấp quyền truy cập vào cùng một trò chơi và dữ liệu trò chơi trên macOS, iOS, iPadOS và tvOS.
- Sidecar là một tính năng mới cho phép bạn sử dụng thiết bị chạy iPadOS 13 trở lên dưới dạng màn hình phụ mở rộng hoặc phản chiếu không dây. Nó hỗ trợ sử dụng Apple Pencil trên màn hình iPad trong các phiên Sidecar.
- Screen Time đã được chuyển từ iOS sang macOS System Preferences, để tóm tắt cách bạn đang sử dụng phần mềm macOS của mình. Nó cũng cung cấp nhiều quyền kiểm soát hơn về cách người dùng địa phương dành thời gian của họ, cũng như trên các thiết bị khác của Apple thông qua Family Sharing. Nó cho thấy sự kiểm soát các giới hạn giao tiếp, giới hạn kết hợp và mở rộng thời gian.
- Khóa kích hoạt đã được thêm cho tất cả phần cứng bằng chip bảo mật T2. Điều này yêu cầu xác thực an toàn để có thể xóa và kích hoạt lại máy Mac của bạn.
- Catalina cũng chuyển phần mềm Hệ thống sang phân vùng APFS riêng được khóa để ghi, thay thế cơ chế Bảo vệ Tính toàn vẹn Hệ thống được sử dụng trên các phiên bản macOS trước đó.
- Ngoài ra, giờ đây các ứng dụng phải được phép đọc / ghi dữ liệu từ thư mục Tài liệu và Máy tính để bàn, iCloud Drive và các ổ đĩa ngoài cũng như tương tác trực tiếp với các thiết bị giao diện bên ngoài như nhập bàn phím, chụp màn hình hoặc quay video.
- Ứng dụng Find My đã thay thế Tìm iPhone của tôi và Tìm bạn bè của tôi trong iCloud và trên các thiết bị iOS và hiện cũng có sẵn trên macOS. Bây giờ bạn có thể theo dõi vị trí của tất cả các thiết bị đã đăng ký với Apple ID của mình, cũng như các thiết bị có thông tin vị trí được chia sẻ với bạn.
- Việc xử lý xác thực hiện có thể được thực hiện từ Apple Watch cũng như đầu đọc dấu vân tay hoặc Face ID nếu có

## Yêu cầu hệ thống
macOS Catalina chạy trên tất cả các máy Mac cấu hình tiêu chuẩn được hỗ trợ
Mojave. Mac Pro từ 2010–2012, chỉ có thể chạy Mojave khi nâng cấp GPU, không còn được hỗ trợ. Catalina yêu cầu 4GB bộ nhớ, tăng hơn 2 GB theo yêu cầu của Lion thông qua Mojave.
- iMac: Cuối năm 2012 hoặc mới hơn
- iMac Pro
- Mac Pro: Cuối năm 2013 hoặc mới hơn
- Mac Mini: Cuối năm 2012 hoặc mới hơn
- MacBook: Đầu năm 2015 hoặc mới hơn
- MacBook Air: Giữa năm 2012 hoặc mới hơn
- MacBook Pro: Giữa năm 2012 hoặc mới hơn, Màn hình Retina không cần thiết

## Lịch sử phát hành
|  | Previous release |  | Current release |

| Version | Build   | Date               | Darwin version                                          | Release Notes                                            | Standalone download                                                         |
| ------- | ------- | ------------------ | ------------------------------------------------------- | -------------------------------------------------------- | --------------------------------------------------------------------------- |
| 10.15   | 19A583  | October 7, 2019    | 19.0.0                                                  | Original Software Update release Security content        |                                                                             |
| 10.15   | 19A602  | October 15, 2019   | 19.0.0                                                  | Supplemental update                                      |                                                                             |
| 10.15   | 19A603  | October 21, 2019   | 19.0.0                                                  | Revised Supplemental update                              |                                                                             |
| 10.15.1 | 19B88   | October 29, 2019   | 19.0.0 xnu-6153.41.3~29                                 | About the macOS Catalina 10.15.1 Update Security content | macOS 10.15.1 Update                                                        |
| 10.15.2 | 19C57   | December 10, 2019  | 19.2.0 xnu-6153.61.1~20                                 | About the macOS Catalina 10.15.2 Update Security content | macOS 10.15.2 Update macOS 10.15.2 Combo Update                             |
| 10.15.2 | 19C58   | December 10, 2019  | 19.2.0 xnu-6153.61.1~20                                 | About the macOS Catalina 10.15.2 Update Security content | macOS 10.15.2 Update macOS 10.15.2 Combo Update                             |
| 10.15.3 | 19D76   | January 28, 2020   | 19.3.0 xnu-6153.81.5~1                                  | About the macOS Catalina 10.15.3 Update Security content | macOS 10.15.3 Update macOS 10.15.3 Combo Update                             |
| 10.15.4 | 19E266  | March 24, 2020     | 19.4.0 xnu-6153.101.6~15                                | About the macOS Catalina 10.15.4 Update Security content | macOS 10.15.4 Update macOS 10.15.4 Combo Update                             |
| 10.15.4 | 19E287  | April 8, 2020      | 19.4.0 xnu-6153.101.6~15                                | Supplemental update                                      | macOS 10.15.4 Supplemental Update                                           |
| 10.15.5 | 19F96   | May 26, 2020       | 19.5.0 xnu-6153.121.1~7                                 | About the macOS Catalina 10.15.5 Update Security content | macOS 10.15.5 Update macOS 10.15.5 Combo Update                             |
| 10.15.5 | 19F101  | June 1, 2020       | 19.5.0 xnu-6153.121.2~2                                 | Supplemental update Security content                     | macOS 10.15.5 Supplemental Update                                           |
| 10.15.6 | 19G73   | July 15, 2020      | 19.6.0 xnu-6153.141.1~9 Jul 5 00:43:10 PDT 2020         | About the macOS Catalina 10.15.6 Update Security content | macOS 10.15.6 Update macOS 10.15.6 Combo Update                             |
| 10.15.6 | 19G2021 | August 12, 2020    | 19.6.0 xnu-6153.141.1~1 Jun 18 20:49:00 PDT 2020        | Supplemental update                                      | macOS 10.15.6 Supplemental Update                                           |
| 10.15.7 | 19H2    | September 24, 2020 | 19.6.0 xnu-6153.141.2~1 Mon Aug 31 22:12:52 PDT 2020    | About the macOS Catalina 10.15.7 Update Security content | macOS 10.15.7 Update macOS 10.15.7 Combo Update                             |
| 10.15.7 | 19H4    | October 27, 2020   | 19.6.0 xnu-6153.141.2~1 Mon Aug 31 22:12:52 PDT 2020    | About the macOS Catalina 10.15.7 Update Security content | macOS 10.15.7 Update macOS 10.15.7 Combo Update                             |
| 10.15.7 | 19H15   | November 5, 2020   | 19.6.0 xnu-6153.141.2.2~1 Thu Oct 29 22:56:45 PDT 2020  | Supplemental update Security content                     | macOS 10.15.7 Supplemental Update macOS 10.15.7 Supplemental Update (Combo) |
| 10.15.7 | 19H114  | December 14, 2020  | 19.6.0 xnu-6153.141.10~1 Tue Nov 10 00:10:30 PST 2020   | About the security content of Security Update 2020-001   | Security Update 2020-001 (Catalina)                                         |
| 10.15.7 | 19H512  | February 1, 2021   | 19.6.0 xnu-6153.141.16~1 Tue Jan 12 22:13:05 PST 2021   | About the security content of Security Update 2021-001   | Security Update 2021-001 (Catalina)                                         |
| 10.15.7 | 19H524  | February 9, 2021   | 19.6.0 xnu-6153.141.16~1 Tue Jan 12 22:13:05 PST 2021   | Supplemental Update Security content                     | macOS Catalina 10.15.7 Supplemental Update 2                                |
| 10.15.7 | 19H1030 | April 26, 2021     | 19.6.0 xnu-6153.141.28.1~1 Mon Apr 12 20:57:45 PDT 2021 | About the security content of Security Update 2021-002   | Security Update 2021-002 (Catalina)                                         |
| 10.15.7 | 19H1217 | May 24, 2021       | 19.6.0 xnu-6153.141.33~1 Thu May 6 00:48:39 PDT 2021    | About the security content of Security Update 2021-003   | Security Update 2021-003 (Catalina)                                         |
| 10.15.7 | 19H1323 | July 21, 2021      | 19.6.0 xnu-6153.141.35~1 Thu Jun 22 19:49:55 PDT 2021   | About the security content of Security Update 2021-004   | Security Update 2021-004 (Catalina)                                         |
| 10.15.7 | 19H1417 | September 13, 2021 | 19.6.0 xnu-6153.141.40~1 Tue Aug 24 20:28:00 PDT 2021   | About the security content of Security Update 2021-005   | Security Update 2021-005 (Catalina)                                         |
| 10.15.7 | 19H1419 | September 23, 2021 | 19.6.0 xnu-6153.141.40.1~1 Thu Sep 16 20:58:47 PDT 2021 | About the security content of Security Update 2021-006   | Security Update 2021-006 (Catalina)                                         |
| 10.15.7 | 19H1519 | October 25, 2021   | 19.6.0 xnu-6153.141.43~1 Tue Oct 12 18:34:05 PDT 2021   | About the security content of Security Update 2021-007   | Security Update 2021-007 (Catalina)                                         |
| 10.15.7 | 19H1615 | December 13, 2021  | 19.6.0 xnu-6153.141.50~1 Sun Nov 14 19:58:51 PST 2021   | About the security content of Security Update 2021-008   | Security Update 2021-008 (Catalina)                                         |
| 10.15.7 | 19H1713 | January 26, 2022   | 19.6.0 xnu-6153.141.51~3 Thu Jan 13 01:26:33 PST 2022   | About the security content of Security Update 2022-001   | Security Update 2022-001 (Catalina)                                         |
| 10.15.7 | 19H1715 | February 14, 2022  | 19.6.0 xnu-6153.141.51~3 Thu Jan 13 01:26:33 PST 2022   | Security Update 2022-002                                 | Security Update 2022-002 (Catalina)                                         |
| 10.15.7 | 19H1824 | March 14, 2022     | 19.6.0 xnu-6153.141.59~1 Tue Feb 15 21:39:11 PST 2022   | About the security content of Security Update 2022-003   | Security Update 2022-003 (Catalina)                                         |
| 10.15.7 | 19H1922 | May 16, 2022       | 19.6.0 xnu-6153.141.62~1 Mon Apr 18 21:50:40 PDT 2022   | About the security content of Security Update 2022-004   | Security Update 2022-004 (Catalina)                                         |
| 10.15.7 | 19H2026 | July 20, 2022      | 19.6.0 xnu-6153.141.66~1 Tue Jun 21 21:18:39 PDT 2022   | About the security content of Security Update 2022-005   | Security Update 2022-005 (Catalina)                                         |